# Сільське поселення імені Поліни Осипенко
Сільське поселення імені Полі́ни Осипе́нко (рос. Сельское поселение имени Полины Осипенко) — сільське поселення у складі району імені Поліни Осипенко Хабаровського краю Росії.
Адміністративний центр та єдиний населений пункт — село імені Поліни Осипенко.

## Населення
Населення сільського поселення становить 1942 особи (2019; 2252 у 2010, 2554 у 2002).